# Wan Chai (métro de Hong Kong)
Pour les articles homonymes, voir Wan Chai.
Wan Chai (chinois traditionnel : 灣仔) est une station de l'Island Line  du métro de Hong Kong. Elle dessert le quartier de Wan Chai sur l'île de Hong Kong. Les murs de la station sont verts.
Elle fut inaugurée avec l'ouverture de l'Island Line le 31 mai 1985.